# Sergi Arimany
Sergi Arimany Pruenca (* 31. Januar 1990 in Olot) ist ein spanischer Fußballspieler auf der Position eines Stürmers.

## Karriere
Arimany begann seine Erwachsenenkarriere bei UE Llagostera in der vierten Liga. Nachdem er bei den Viertligisten UE Olot, SD Formentera und dem FC Palamós gespielt hatte, wechselte er 2015 nach Österreich zur Kapfenberger SV. Sein Profidebüt gab er am 1. Spieltag gegen den FC Wacker Innsbruck. Vor allem kurz vor der Winterpause 2015/16 wurde der 25-jährige Katalane von diversen Klubs aus der österreichischen Bundesliga, darunter der SK Sturm Graz, der SV Grödig und der Wolfsberger AC, umworben.
Im Januar 2016 wurde er bis Saisonende nach Deutschland an den Drittligisten Energie Cottbus verliehen. In sieben Spielen konnte Arimany keinen Treffer erzielen und kehrte nach dem Saisonende zur Kapfenberger SV zurück.
Im Januar 2017 wechselte er zurück nach Spanien zum Drittligisten SD Leioa.
Im Sommer 2017 wechselte er nach Finnland zum Erstligisten Seinäjoen JK.